# Les Mille et Une Filles de Bagdad
Pour plus de détails, voir Fiche technique et Distribution.
Les Mille et Une Filles de Bagdad (titre original : Babes in Bagdad) est un film américano-hispano-britannique réalisé par Jerónimo Mihura Santos (es) (version espagnole) et Edgar G. Ulmer (version américaine), sorti en 1952.

## Synopsis
La princesse Kyra, issu du Conte des mille et une nuits, se met subitement en grève pour réclamer haut et fort l'égalité des droits des femmes, à la grande frustration du calife Hassan. Soutenu par Ezar, le filleul du calife, Kyra permet au calife de voir l'erreur de ses manières polygames et il finit par s'installer avec Zohara sa femme préférée.

## Fiche technique
- Titre : Les Mille et Une Filles de Bagdad
- Titre original : Babes in Bagdad
- Réalisation : Jerónimo Mihura (version espagnole) et Edgar G. Ulmer (version américaine)
- Scénario : Joe Ansen et Felix E. Feist
- Dialogues : Reuben Levy et John Roeburt
- Musique : Jesús García Leoz
- Photographie : Jack E. Cox (version américaine) ; José Luis Pérez de Rozas et Georges Périnal (version espagnole)
- Montage : Edith Lenny (version américaine)
- Création des décors : Edgar G. Ulmer
- Décorateur de plateau : Juan Frexe
- Costumes : Rafael Richart
- Production : Edward J. Danziger et Harry Lee Danziger (pour la version américaine) ; Daniel Aragonés et Antonio Pujol (pour la version espagnole)
- Société de production : Danziger Productions Ltd. et Orphea Film
- Société de distribution : CIFESA et United Artists
- Pays d'origine : États-Unis
- Langue : anglais
- Format : Couleur (Anscocolor) - Son : Mono
- Genre : Comédie, Film d'aventures
- Durée : 95 minutes
- Date de sortie :
  - États-Unis :7 décembre 1952

## Distribution
- Paulette Goddard : Kyra
- Gypsy Rose Lee : Zohara
- Richard Ney : Ezar
- John Boles : Hassan
- Thomas Gallagher : Sharkhan
- Sebastian Cabot : Sinbad
- MacDonald Parke : Caliph
- Natalie Benesh : Zelika
- Hugh Dempster : Omar
- Peter Bathurst : un officier
- Christopher Lee : un marchand d'esclave